# Maxence (série de bande dessinée)
Pour les articles homonymes, voir Maxence.
Maxence est une série de bande dessinée historique française créée par Romain Sardou, et publiée à partir de 2014 par les éditions Le Lombard. Elle se déroule au début du règne de l’empereur byzantin Justinien Ier de 532 à 536.

## Univers

### Synopsis
En 532 après J.C., l’Empire romain d’Orient vit une époque troublée. Alors que l’empereur Justinien et sa femme Théodora tentent de remodeler l’empire à leur image, des troubles éclatent à Constantinople. 
Au milieu de ce tumulte se trouve Maxence, chef des services secrets du couple impérial. 
Alors que la révolte gronde et qu’un complot se trame, l’impératrice fait appel à lui afin de démasquer les conspirateurs et déjouer leurs plans.

### Personnages
- Maxence : Accompagné de son fidèle compagnon, un tigre nommé Offelus, il travaille pour le pouvoir impérial en tant que chef des services secrets. Proche de l’impératrice Théodora, il est l’époux de sa sœur Anastasie.
- Théodora : Impératrice cruelle et déterminée, elle dirige l’empire d’une main de fer avec son mari. Elle n’hésite pas à faire appel à Maxence quand le besoin s’en fait sentir.
- Justinien : Empereur législateur, il tente d’unifier l’empire grâce à de nouvelles lois. Il rêve également de reconstituer l’Empire romain et envoie son plus talentueux général, Bélisaire, mener des campagnes militaires en Afrique du Nord puis en Italie[3].

## Albums
- 1 La sédition Nika, Le Lombard, 8 octobre 2014
Scénario : Sardou - Dessin :  Duarte
- 2 L'Augusta, Le Lombard, 30 avril 2016
Scénario : Sardou - Dessin : Duarte
- 3 Le Cygne Noir, Le Lombard, 27 octobre 2017
Scénario : Sardou - Dessin :  Duarte